# Stulpicani
Stulpicani is een Roemeense gemeente in het district Suceava.
Stulpicani telt 6267 inwoners.

## Geboren
- Valeria Răcilă (1957), roeister